# Šestar
Šestar je dio geometrijskog pribora, a služi za crtanje kružnica. Sastoji se od dva metalna kraka povezana zglobom tako da se mogu odmicati i primicati jedan drugome. Na kraju jednog kraka je kratka igla, koja se postavlja u središte kružnice. Na kraju drugog kraka nalazi se umetnuta mina (olovka). Zadržavajući isti razmak između krakova, korisnik šestara krakom s iglom učvršćuje šestar, a krakom s minom opisuje kružnicu.